# Équipe cycliste Colavita-Bianchi
L'équipe cycliste Colavita-Bianchi, voire Colavita-Bianchi-Vittoria est une équipe cycliste professionnelle féminine basée aux États-Unis. L'équipe, américaine à sa création, fusionne avec l'équipe italienne Forno d'Asolo en 2011. En 2012, elle redevient américaine. Elle ne devient UCI qu'en 2016. 

## Classements UCI
Ce tableau présente les places de l'équipe Colavita-Bianchi au classement de l'Union cycliste internationale en fin de saison, ainsi que ses meilleures coureuses au classement individuel.
| Année | Classement par équipes | Meilleure coureuse au classement individuel |
| 2016  | 28e                    | Kimberley Wells (79e)                       |

## Encadrement
En 2016 et 2017, John A. Jr. Profaci est le directeur sportif. Mary Zider est la représentante auprès de l'UCI. En 2017, Christopher N. Georgas est directeur sportif adjoint.

## Partenaires
Le partenaire principal de l'équipe est l'importateur de produits italiens Colavita. Le fabricants de cycle Bianchi est son partenaire secondaire. Les pneus Vittoria et les cuisines Fine cooking sont également parrains.

## Colavita-Bianchi en 2018

### Arrivées et départs
| Arrivées | Équipe 2017 |
| -------- | ----------- |

| Départs         | Équipe 2018               |
| --------------- | ------------------------- |
| Whitney Allison | Hagens Berman-Supermint   |
| Gillian Ellsay  | Rally                     |
| Emma Grant      | Tibco-Silicon Valley Bank |
| Abigail Mickey  | Rally                     |

## Colavita-Bianchi en 2017

### Arrivées et départs
| Arrivées        | Équipe 2016                     |
| --------------- | ------------------------------- |
| Gillian Ellsay  | Néo-professionnelle             |
| Kendelle Hodges | Néo-professionnelle             |
| Abigail Mickey  | UnitedHealthcare                |
| Jessica Mundy   | Néo-professionnelle             |
| Ellen Noble     | Néo-professionnelle             |
| Amber Pierce    | Vitalogic Astrokalb Radunion Nö |

| Départs             | Équipe 2017      |
| ------------------- | ---------------- |
| Jessica Cutler      |                  |
| Kathryn Donovan     | Visit Dallas DNA |
| Lauretta Hanson     | UnitedHealthcare |
| Elizabeth Hernandez |                  |
| Gretchen Stumhofer  | Sho-air-Twenty20 |
| Kimberley Wells     |                  |

### Effectif
| Effectif 2017   | Effectif 2017     | Effectif 2017 | Effectif 2017                          |
| Cycliste        | Date de naissance | Pays          | Équipe précédente                      |
| --------------- | ----------------- | ------------- | -------------------------------------- |
| Whitney Allison | 1 mars 1988       | États-Unis    |                                        |
| Gillian Ellsay  | 26 mars 1997      | Canada        |                                        |
| Astrid Gassner  | 30 octobre 1995   | Autriche      | Vitalogic Astrokalb Radunion Nö (2016) |
| Emma Grant      | 30 septembre 1991 | Royaume-Uni   | Tibco-To the Top (2014)                |
| Kendelle Hodges | 15 novembre 1991  | Australie     |                                        |
| Abigail Mickey  | 3 juillet 1990    | États-Unis    | UnitedHealthcare Women's Team (2016)   |
| Jessica Mundy   | 20 septembre 1994 | Australie     | Pure Energy Fearless Femme (2016)      |
| Ellen Noble     | 3 décembre 1995   | États-Unis    |                                        |
| Amber Pierce    | 27 mars 1981      | États-Unis    | Vitalogic Astrokalb Radunion Nö (2016) |
|                 |                   |               |                                        |
| Source : UCI    |                   |               |                                        |

### Classement UCI
| Rang | Coureuse        | Points |
| ---- | --------------- | ------ |
| 221  | Emma Grant      | 22     |
| 436  | Whitney Allison | 6      |
| 595  | Astrid Gassner  | 2      |

Colavita-Bianchi est quarantième du classement par équipes.